# Гістограма
Гістогра́ма (від грец. histos, тут стовп + gramma — межа, буква, написання) — спосіб графічного представлення табличних даних, приблизне представлення розподілу числових даних. Являє собою діаграму, що складається з прямокутників без розривів між ними. Кількісні співвідношення деякого показника представлені у вигляді прямокутників, площі яких пропорційні. Найчастіше для зручності сприйняття ширину прямокутників беруть однакову, при цьому їх висота визначає співвідношення відображуваного параметра.

## Історія гістограм
Власне, саме слово «гістограма» не використовувалось у грецькій мові. Цей термін увів відомий статистик Карл Пірсон для позначення «загальної форми графічного представлення».
Самі гістограми використовувались задовго до того, як одержали свою назву. Хоча, коли саме вони з'явилися, невідомо. Стовпцеві діаграми, тобто гістограми, в яких з кожним стовпцем асоціюється окремий «базисний» елемент, швидше за все, були попередниками гістограм. Найдавніша відома стовпцева діаграма намальована в книзі шотландського політичного економіста Вільяма Плейфейра «The Commercial and Political Atlas» (London 1786). Вона демонструє показники імпорту та експорту Шотландії в сімнадцять країн у 1781 році. Хоча Плейфейр ставився до свого винаходу скептично, в наступні роки він був прийнятий багатьма, зокрема Флоренс Найтінгейл використала їх в 1859 році для порівняння смертності в армії у мирний час із смертністю мирного населення, переконавши таким чином владу покращити умови гігієни в армії.

## Групований статистичний ряд
Групований статистичний ряд — це таблиця, яка показує частоту появи випадкової величини в даних інтервалах.
| Інтервал | {\displaystyle [y_{0},y_{1})} | {\displaystyle [y_{1},y_{2})} | ... | {\displaystyle [y_{s-1},y_{s})} |
| Частота  | {\displaystyle m_{1}}         | {\displaystyle m_{2}}         | ... | {\displaystyle m_{s}}           |

Щоб його побудувати:
1. Визначають кількість інтервалів групування, за формулою Стерджеса: {\displaystyle S=1+[\log _{2}n]}
2. {\displaystyle h=\left[{\frac {X(n)-X(1)}{s-1}}\right]}
3. {\displaystyle y_{0}=X(1)-{\frac {h}{2}}}
 {\displaystyle y_{1}=y_{0}+h}
 {\displaystyle y_{2}=y_{1}+h} 
 ... 
 {\displaystyle y_{s}=y_{s-1}+h}

Якщо замість інтервалів взяти їх середини, то групований статистичний ряд зведеться до звичайного.

## Побудова зображення
Горизонтальні межі прямокутника — інтервал групування статистичного ряду. Нижня межа прямокутника розміщена на осі 0x, а висота задається формулою {\displaystyle {\frac {m_{i}}{nh_{i}}}}, де {\displaystyle m_{i}} — значення даного інтервалу статистичного ряду, {\displaystyle n} — кількість інтервалів, а {\displaystyle h_{i}} — його ширина.[джерело?]
При {\displaystyle n\to \infty ,\ h_{i}\to 0} гістограма прямує до графіка щільності.
Найчастіше, для зручності беруть рівномірне розбиття статистичного ряду, тобто однакові розміри інтервалів {\displaystyle h_{i}\ \forall i}.
Таким чином, гістограма є графічним зображенням залежності частоти попадання елементів вибірки від відповідного інтервалу групування.

## Застосування
Один з семи основних інструментів вимірювання, оцінювання, контролю та покращення якості виробничих процесів, що входять до «родини інструментів контролю якості»[джерело?]:
1. контрольна карта
2. діаграма Парето
3. гістограма
4. контрольний аркуш
5. діаграма Ішикави
6. розшарування (стратифікація)
7. діаграма розсіювання